# Klippinge Station
Klippinge Station er en dansk jernbanestation i Klippinge.